# 谢伊·吉尔杰斯-亚历山大
谢伊文特·艾希安·吉爾傑斯-亞歷山大（英語：Shaivonte Aician Gilgeous-Alexander，1998年7月12日—）暱稱「SGA」，是加拿大职业篮球运动员，现效力于NBA俄克拉荷马城雷霆。
吉尔杰斯-亚历山大在2018年NBA选秀中被夏洛特黄蜂选中，并旋即交易至洛杉矶快船。在快船度过新秀赛季后，吉尔杰斯-亚历山大入选了当年的NBA最佳新秀阵容第二阵容。但在之后他和队友达尼罗·加里纳利被交易至俄克拉荷马城雷霆以换取前锋保罗·乔治。
2025年，亞歷山大迎來生涯巔峰，以場均32.7分拿下得分王，並帶隊打出隊史最佳的68勝，也因此成功獲得NBA例行賽24-25賽季MVP。

## 早年生活
谢伊·吉尔杰斯-亚历山大于1998年7月12日出生在加拿大安大略省的多伦多。他的母亲，查曼因·吉尔杰斯曾是一位短跑运动员，曾代表安提瓜和巴布达参加过1992年夏季奥运会。谢伊的父亲沃恩·亚历山大则是他少年时期的教练。他在安大略省汉密尔顿的圣托马斯·莫尔天主教中学开始了高中生活，之后转到阿兰·麦克纳布爵士中学继续学习。谢伊之后又再次转学至美国田纳西州查塔努加的汉密尔顿高地基督学院以精进自己的篮球技术。在那里，吉尔杰斯-亚历山大度过了高三和高四的两年，并于2017年毕业。

## 高中生涯
吉尔杰斯-亚历山大在九年级时并没能进入圣托马斯·莫尔天主教中学的主力阵容，所以只能从它的下级队打起，但他最终为球队赢得了当年市的下级队冠军，个人则当选MVP。之后谢伊转学到阿兰·麦克纳布爵士中学，又在2015年来到美国田纳西州查塔努加的汉密尔顿高地基督学院。谢伊说，他来到查塔努加是为了打上更高级别的比赛。在他最后一个高中赛季，吉尔杰斯-亚历山大场均能贡献18.8分、4.4个篮板球并送出4次助攻。 在2016年年初，吉尔杰斯-亚历山大参加了当年的篮球无疆界训练营。
作为ESPN评定的四星高中生，谢伊一开始承诺加入佛罗里达大学，但他在2016年10月反悔了这一决定。谢伊之后又将他的择校目标锁定在了肯塔基大学、堪萨斯大学、雪城大学、德克萨斯大学奥斯汀分校和内华达大学拉斯维加斯分校之间。11月，谢伊决定加入肯塔基大学征战NCAA。在2017年耐克篮球峰会上，谢伊代表世界队出场21分24秒，得到11分。

## 大学生涯
吉尔杰斯-亚历山大以替补的身份开始了他的大学篮球生涯，他先是作为一年级后卫奎德·格林的后备出战。在一场对阵UCLA的惨败之后，谢伊在面对路易斯维尔大学的比赛中得到了24分和5个篮板球，并送出4次助攻和3次抢断。谢伊之后被从板凳席提上首发阵容，与未来在NBA的队友哈米杜·迪亚洛搭档后场。谢伊为此剪掉了来到肯塔基大学以后一直留的长发。在得到先发位置后，谢伊继续出色发挥，他在之后面对乔治亚和路易斯安那州立大學时分别得到了21分和18分。之后肯塔基大学的状态低迷，一路遭遇四连败，但吉尔杰斯-亚历山大在与另外四名新人搭档的首发阵容表现出色。他在常规赛季能场均贡献12.9分、3.8个篮板球和4.6次助攻。
之后肯塔基大学在东南联盟锦标赛中夺得了赛区冠军，吉尔杰斯-亚历山大荣膺MVP奖项。在NCAA锦标赛中，肯塔基大学在64和32强中淘汰了戴维森学院和布法罗大学，但在“甜蜜16强”的比赛中输给了堪薩斯州立大學，吉尔杰斯-亚历山大在最后时刻错失了扳平比分的压哨三分球。这成为了他大学篮球生涯的最后一幕，因为他在2018年4月9日宣布离开学校，参加2018年NBA选秀。

## 职业生涯

### 洛杉矶快船 (2018–2019)
2018年NBA选秀上，谢伊·吉尔杰斯-亚历山大在第11顺位被夏洛特黄蜂选中。他的签约权旋即被交易至洛杉矶快船，以换取第12号选秀权（被用于选中迈尔斯·布里奇斯）和两个未来的二轮选秀权。谢伊为快船出战了当年的夏季联赛，场均得到19分、4.8个篮板球、4次助攻和2.3次抢断。
2018年10月17日，吉尔杰斯-亚历山大完成了他在NBA的首秀。在面对丹佛掘金的赛季揭幕战中，谢伊出战28分钟，6投5中得到11分并送出4次助攻。在12月17日和2019年1月18日面对波特兰开拓者和金州勇士的比赛中，谢伊两次得到个人常规赛最高的24分。11月29日，谢伊以国际队球员身份入选了当年的NBA全明星新秀赛，他在赛中得到了15分、5个篮板球和6次助攻。4月21日，在面对金州勇士的2019年季后赛首轮比赛中，吉尔杰斯-亚历山大得到了生涯最高的25分。

### 俄克拉荷马城雷霆 (2019–至今)
2019年7月10日，快船宣布将谢伊·吉尔杰斯-亚历山大、达尼罗·加里纳利、5个未来的首轮选秀权和2个首轮选秀权的互换权交易至雷霆以换取全明星球员保罗·乔治。
10月23日，吉尔杰斯-亚历山大完成了代表雷霆的常规赛首秀，他在对阵犹他爵士的比赛中得到生涯新高的26分和2个篮板球。12月22日，他在击败老东家洛杉矶快船的比赛中贡献生涯新高的32分。2020年1月14日，谢伊在击败明尼苏达森林狼的比赛中得到了生涯首个三双数据，他全场攻下20分、20个篮板球并送出10次助攻，这是NBA近三十年来除了前雷霆球星拉塞尔·威斯布鲁克以外第一位拿下20+20+10数据的球员。同年7月，他与匡威签下了一份球鞋代言合同。
12月26日，吉爾傑斯-亞歷山大在面对夏洛特黄蜂的赛季揭幕战中得到24分、7个篮板球和9次助攻，并投进了生涯首个制胜进球。2021年2月24日，吉尔杰斯-亚历山大在面对圣安东尼奥马刺中得到了生涯新高的42分，并带领球队获胜。
2021年8月3日，多份报道称吉尔杰斯-亚历山大已经与雷霆队达成一份价值1.72亿美元的五年续约合同。8月6日，雷霆队官方宣布已经与吉尔杰斯-亚历山大达成多年续约。
2022年9月，吉尔杰斯-亚历山大被雷霆隊醫診斷出左膝韌帶2級扭傷，將在兩週後重新評估傷勢，他至少會缺席訓練營及季前賽。
2023年2月2日，吉爾吉斯-亞歷山大作為西區聯盟的替補後衛首次入選2023年NBA全明星賽。5月2日，吉爾吉斯-亞歷山大在NBA最有價值球員投票中名列第五。他還首次入選NBA最佳陣容第一隊。
2025年6月22日，吉尔杰斯-亚历山大在NBA总决赛“抢七大战”中砍下29分、12次助攻，帮助雷霆103-91战胜步行者，个人荣膺NBA总决赛MVP。

## 国家队生涯
吉尔杰斯-亚历山大曾代表加拿大青年队参加了在智利瓦尔迪维亚举办的2016年FIBA U-18美洲杯。他场均能贡献7.8分、4.0个篮板和5.4次助攻，并随队拿到了银牌。他还为加拿大国家队出战过2016年在菲律宾马尼拉举办的FIBA2016年奥运会预选赛。
2022年5月24日，吉爾吉斯-亞歷山大同意為加拿大國家男子籃球隊效力三年。
2023年，吉爾傑斯-亞歷山大帶領加拿大殺入FIBA世界盃四強，並獲得2024巴黎奧運的入場券。這是加拿大自2000來以來首次打入奧運。在爭奪銅牌的比賽中加拿大最終擊敗美國獲得銅牌。這是加拿大在世界盃上獲得的第一枚獎牌，也是自1936年夏季奧運會籃球比賽以來在全球重大賽事中獲得的第一枚獎牌。為了表彰吉爾吉斯-亞歷山大的個人表現，他入選世界盃最佳陣容。

## 生涯数据

### NBA

#### 常规赛
| 賽季    | 球隊   | GP  | GS  | MPG  | FG%  | 3P%  | FT%  | RPG | APG | SPG | BPG | PPG  |
| ------- | ------ | --- | --- | ---- | ---- | ---- | ---- | --- | --- | --- | --- | ---- |
| 2018–19 | LAC    | 82* | 73  | 26.5 | .476 | .367 | .800 | 2.8 | 3.3 | 1.2 | .5  | 10.8 |
| 2019–20 | OKC    | 70  | 70  | 34.7 | .471 | .347 | .807 | 5.9 | 3.3 | 1.1 | .7  | 19.0 |
| 2020–21 | OKC    | 35  | 35  | 33.7 | .501 | .418 | .808 | 4.7 | 5.9 | 0.8 | .7  | 23.7 |
| 2021–22 | OKC    | 56  | 56  | 34.7 | .453 | .300 | .810 | 5.0 | 5.9 | 1.3 | .8  | 24.5 |
| 2022–23 | OKC    | 68  | 68  | 35.5 | .510 | .345 | .905 | 4.8 | 5.5 | 1.6 | 1.0 | 31.4 |
| 2023–24 | OKC    | 75  | 75  | 34.0 | .535 | .353 | .874 | 5.5 | 6.2 | 2.0 | .9  | 30.1 |
| 生涯    | 生涯   | 386 | 377 | 32.9 | .496 | .349 | .852 | 4.7 | 4.9 | 1.4 | .8  | 22.8 |
| 明星賽  | 明星賽 | 2   | 1   | 18.8 | .762 | .727 | _    | 3.0 | 6.5 | .5  | .0  | 20.0 |

#### 附加賽
| 賽季 | 球隊 | GP | GS | MPG  | FG%  | 3P%  | FT%   | RPG | APG | SPG | BPG | PPG  |
| ---- | ---- | -- | -- | ---- | ---- | ---- | ----- | --- | --- | --- | --- | ---- |
| 2023 | OKC  | 2  | 2  | 38.7 | .390 | .333 | 1.000 | 6.0 | 3.0 | 2.0 | 2.0 | 27.0 |
| 生涯 | 生涯 | 2  | 2  | 38.7 | .390 | .333 | 1.000 | 6.0 | 3.0 | 2.0 | 2.0 | 27.0 |

#### 季后赛
| 賽季 | 球隊 | GP | GS | MPG  | FG%  | 3P%  | FT%  | RPG | APG | SPG | BPG | PPG  |
| ---- | ---- | -- | -- | ---- | ---- | ---- | ---- | --- | --- | --- | --- | ---- |
| 2019 | LAC  | 6  | 6  | 28.8 | .467 | .500 | .850 | 2.7 | 3.2 | 1.0 | .8  | 13.7 |
| 2020 | OKC  | 7  | 7  | 39.9 | .433 | .400 | .957 | 5.3 | 4.1 | 1.0 | .4  | 16.3 |
| 2024 | OKC  | 10 | 10 | 39.9 | .496 | .432 | .790 | 7.2 | 6.4 | 1.3 | 1.7 | 30.2 |
| 生涯 | 生涯 | 23 | 23 | 37.0 | .476 | .433 | .831 | 5.4 | 4.9 | 1.1 | 1.1 | 21.7 |

### 大学数据
| 賽季    | 球隊       | GP | GS | MPG  | FG%  | 3P%  | FT%  | RPG | APG | SPG | BPG | PPG  |
| ------- | ---------- | -- | -- | ---- | ---- | ---- | ---- | --- | --- | --- | --- | ---- |
| 2017–18 | 肯塔基大学 | 37 | 24 | 33.7 | .485 | .404 | .817 | 4.1 | 5.1 | 1.6 | 0.5 | 14.4 |

## 个人生活
谢伊的弟弟托马斯·吉尔杰斯-亚历山大现在是就读于伊凡斯維爾大學的一名NCAA球员。他的表弟，尼克爾·亞歷山大-沃克，现时则是NBA明尼蘇達灰狼的一名球员。